# 膨胀宇宙的未来
有物理宇宙學家指出，宇宙的未来很可能為繼續膨胀。如果事實如此，宇宙就很可能將因其膨胀以致繼續冷卻，並導致達到不足以維持生命的溫度；因此，膨胀宇宙的未来又稱為大凍結（又稱熱寂）。
膨胀宇宙的未来將會是蒼涼的。若根據宇宙學常數加速了宇宙的膨胀，星系間的距離將會持續增加。紅移將會被拉長，到達的光子將會是長波長和低能量的光子。恆星的形成仍會維持於1×1012至1×1014年，但形成恆星的氣體將會耗盡。當最後一顆恆星用完其燃料後，宇宙就不可能再有恆星誕生。根據預測質子衰變的理論，1040年后，恆星殘餘物將會消失，剩下的將會只是黑洞，而黑洞亦會因放出霍金輻射而慢慢消失。最終，如果宇宙溫度下降到一個程度，那麼再沒有活動能在宇宙中作出，從而導致宇宙熱寂。屆時，宇宙將會空無一切。溫度亦會持續下降。

## 宇宙的未来
宇宙的未来有很多可能性，而這些主要有4種：持續膨胀、热寂、停止膨胀和收縮。

### 大撕裂
宇宙因星系間並無回返的引力作用而持續膨脹，並在暗能量的作用下，即使是基本粒子之間也以超光速互相遠離，即大撕裂。

### 热寂
根據熱力學第二定律，作為一個「孤立」的系統，宇宙的熵會隨著時間的流異而增加，由有序向無序，當宇宙的熵達到最大值時，宇宙中的其他有效能量已經全數轉化為熱能，所有物質溫度達到熱平衡。這種狀態稱為熱寂。這樣的宇宙中再也沒有任何可以維持運動或是生命的能量存在。熱寂理論最早由威廉·湯姆森於1850年根據自然界中機械能損失的熱力學原理推導出的。

### 停止膨胀
宇宙若無足夠能量將會停止膨胀，停止膨胀亦會是最理想的環境，宇宙溫度適中之餘便有足夠資源形成恆星甚至生命。

### 收縮
宇宙膨胀到某一階段將會停止膨胀並反過來收縮，收縮亦會縮小各星系間的距離，令宇宙溫度上升，最後導致和大爆炸相反的大擠壓，而這樣下去有可能會出現大反彈而形成一個新的宇宙。